# Ole Sønnichsen
Ole Sønnichsen (født 1. oktober 1973 i København) er journalist og forfatter. Han er opvokset i Nordborg på Als. Som teenager blev han sportsreporter på det lokale Jyske Vestkysten og efter 2 år på Amtsgymnasiet i Sønderborg flyttede familien til Kolding. På Aarhus Universitet læste han i 2 år Nordisk Litteratur, og i 1995 blev han optaget på Journalistuddannelsen.
Han er uddannet fra Danmarks Journalisthøjskole og San Francisco State University. Han har tidligere arbejdet for Morgenavisen Jyllands-Posten og været redaktør hos GyldendalI dag er han forlagschef for Storyhouse, et non-fiktion forlag under Lindhardt & Ringhof.
Sønnichsen er forfatter til en række bøger om bl.a. Dirch Passer, Ulf Pilgaard, Johannes Møllehave, Benny Andersen, Vestas og Danfoss-direktøren, Jørgen Mads Clausen. Desuden skrev han sammen med håndboldspilleren, Joachim Boldsen, bestsellerne "Ærligt talt!" og “Færdig”, ligesom han har skrevet sportsbiografier i samarbejde med fodboldspilleren William Kvist og håndboldspilleren Jesper Nøddesbo.
Siden 2010 har Ole Sønnichsen beskæftiget sig med historien om de 300.000 danskere, der udvandrede til Amerika mellem 1850 og 1920. Det er foreløbig blevet til tobindsværket "Rejsen til Amerika", som udkom i 2013 og 2015. Bøgerne blev filmatiseret som dokumentarserie til Danmarks Radio. I foråret 2019 udgav Sønnichsen endnu en udvandringshistorie, One Dollar Man, om William S. Knudsen, cykelsmeden der blev chef for General Motors og endte som chef for den amerikanske krigsproduktion under Anden Verdenskrig. Bogen gik direkte ind som nummer 1 på bestsellerlisten Arkiveret 28. november 2018 hos  Wayback Machine, da den udkom.